# Escut de la Selva de Mar
L'escut oficial de la Selva de Mar té el següent blasonament:
Escut caironat: d'atzur, un mont de dues penyes d'or movent de la punta i somat d'una creu llatina patriarcal de sable. Per timbre, una corona mural de vila.

## Història
Va ser aprovat el 7 de maig del 2007 i publicat al DOGC el 23 de maig del mateix any amb el número 4889.
El mont de dues penyes al·ludeix al terreny muntanyós del municipi, a l'inici de la península del Cap de Creus, i a les serres que l'envolten, la muntanya de Verdera i el serrat de la Glòria. La creu patriarcal fa referència al monestir de Sant Pere de Rodes, que tradicionalment ha estat qui ha tingut la jurisdicció sobre el terme de la Selva.